# Princeton (Maine)
Princeton ist eine Town im Washington County des Bundesstaates Maine in den Vereinigten Staaten. Im Jahr 2020 lebten dort 745 Einwohner in 469 Haushalten (in den Vereinigten Staaten werden auch Ferienwohnungen als Haushalte gezählt) auf einer Fläche von 108,24 km².

## Geographie
Nach dem United States Census Bureau hat Princeton eine Gesamtfläche von 108,24 km², von der 95,44 km² Land sind und 12,79 km² aus Gewässern bestehen.

### Geographische Lage
Princeton liegt im Osten des Washington Countys. Mehrere Seen grenzen an das Gebiet der Town. Im Norden liegt der Grand Falls Flowage, der im Westen in den Big Lake übergeht. Er ist mit dem im Osten liegenden Woodland Flowage durch den St. Croix River verbunden, der in südöstlicher Richtung fließt und später im Atlantischen Ozean mündet. Im Süden grenzt der Pocomoonshine Lake an das Gebiet. Die Oberfläche ist eben, der 186 m hohe Pocomoonshine Mountain ist die höchste Erhebung auf dem Gebiet der Town.

### Nachbargemeinden
Alle Entfernungen sind als Luftlinien zwischen den offiziellen Koordinaten der Orte aus der Volkszählung 2010 angegeben.
- Norden: Passamaquoddy Indian Township Reservation, 17,9 km
- Osten: Baileyville, 8,0 km
- Süden: Alexander, 7,6 km
- Westen: North Washington, Unorganized Territory, 21,6 km

### Stadtgliederung
In Princeton gibt es mehrere Siedlungsgebiete: Bonney, Princeton, South Princeton und West Princeton.

### Klima
Die mittlere Durchschnittstemperatur in Princeton liegt zwischen −7,8 °C (18 °F) im Januar und 20,6 °C (69 °F) im Juli. Damit ist der Ort gegenüber dem langjährigen Mittel der USA um etwa 9 Grad kühler. Die Schneefälle zwischen Oktober und Mai liegen mit bis zu zweieinhalb Metern mehr als doppelt so hoch wie die mittlere Schneehöhe in den USA; die tägliche Sonnenscheindauer liegt am unteren Rand des Wertespektrums der USA.

## Geschichte
Das Gebiet der späteren Town wurde nach der Vermessung als Township No. 17 Eastern Division, Bingham's Penobscot Purchase (T17 ED BPP) bezeichnet. Die Besiedlung des Gebietes begann 1815. Der erste Siedler war Moses Bonney aus Baileyville, er ließ sich in South Princeton nieder und war der erste bekannte weiße Siedler. Bereits 1812 erreichten Tomah Lewy (ein Indianer), seine Frau und seine Kinder über den St. Croix River diesem. Die Siedlung, die um ihr Haus entstand, wurde als Lewy’s Island Settlement bekannt. Nachdem Putnam Rolfe einen Damm baute, wurde die Insel überflutet. Lewy verlegte seinen Wohnort auf die Nordseite des Flusses, heute ist dies das Indian Township.
Als Town wurde Princeton am 3. Februar 1832 organisiert. Teile wurden im Jahr 1847 an Baileyville abgegeben. Benannt wurde die Town zu Ehren von Princeton Massachusetts, der Heimatstadt von Ebenezer Rolfe, Princeton, einem frühen Siedler. Holz wurde stromaufwärts von Princeton gefällt und auf dem St. Croix River zu Mühlen entlang des Flusses bis nach Calais getrieben. Putnam Rolfe sah dies und baute eine Mühle in Princeton.
Princeton liegt an der Bahnstrecke Calais–Princeton. Der Streckenabschnitt, an dem Princeton liegt, ist stillgelegt, andere Abschnitte werden noch im Güterverkehr bedient.

### Einwohnerentwicklung
| Volkszählungsergebnisse – Town of Princeton, Maine | Volkszählungsergebnisse – Town of Princeton, Maine | Volkszählungsergebnisse – Town of Princeton, Maine | Volkszählungsergebnisse – Town of Princeton, Maine | Volkszählungsergebnisse – Town of Princeton, Maine | Volkszählungsergebnisse – Town of Princeton, Maine | Volkszählungsergebnisse – Town of Princeton, Maine | Volkszählungsergebnisse – Town of Princeton, Maine | Volkszählungsergebnisse – Town of Princeton, Maine | Volkszählungsergebnisse – Town of Princeton, Maine | Volkszählungsergebnisse – Town of Princeton, Maine |
| Jahr                                               | 1800                                               | 1810                                               | 1820                                               | 1830                                               | 1840                                               | 1850                                               | 1860                                               | 1870                                               | 1880                                               | 1890                                               |
| -------------------------------------------------- | -------------------------------------------------- | -------------------------------------------------- | -------------------------------------------------- | -------------------------------------------------- | -------------------------------------------------- | -------------------------------------------------- | -------------------------------------------------- | -------------------------------------------------- | -------------------------------------------------- | -------------------------------------------------- |
| Einwohner                                          |                                                    |                                                    |                                                    |                                                    | 157                                                | 280                                                | 626                                                | 1072                                               | 1038                                               | 1027                                               |
| Jahr                                               | 1900                                               | 1910                                               | 1920                                               | 1930                                               | 1940                                               | 1950                                               | 1960                                               | 1970                                               | 1980                                               | 1990                                               |
| Einwohner                                          | 1094                                               | 1091                                               | 934                                                | 985                                                | 1009                                               | 865                                                | 829                                                | 956                                                | 994                                                | 973                                                |
| Jahr                                               | 2000                                               | 2010                                               | 2020                                               | 2030                                               | 2040                                               | 2050                                               | 2060                                               | 2070                                               | 2080                                               | 2090                                               |
| Einwohner                                          | 892                                                | 832                                                | 745                                                |                                                    |                                                    |                                                    |                                                    |                                                    |                                                    |                                                    |

## Wirtschaft und Infrastruktur

### Verkehr
Der U.S. Highway 1 verläuft durch die Town und verbindet sie mit Calais im Osten.
In Princeton liegt der Princeton Municipal Airport. Er trägt den IATA-Flughafencode PNN.

### Öffentliche Einrichtungen
Es gibt keine medizinischen Einrichtungen in Princeton. Die nächstgelegenen befinden sich in Calais.
In Princeton befindet sich die Princeton public library an der Maine Street.

### Bildung
Für die Schulbildung ist das Princeton School Department zuständig. Princeton bildet mit Baileyville, Cooper, Grand Lake Stream, Meddybemps, Talmadge, Waite, Winn, Lakeville, Carroll Plantation, Macwahoc Plantation und Reed Plantation das Eastern Maine Area School System - AOS 90. Neben anderen Aufgaben gehört speziell die Bildung zu den Organisationsaufgaben des Bezirks. Im Schulbezirk werden folgende Schulen angeboten:
- Lee Winn Elementary School in Winn, mit Schulklassen von Kindergarten bis zum 4. Schuljahr
- Woodland Elementary School in Baileyville, mit Schulklassen von Pre-Kindergarten bis zum 6. Schuljahr
- Princeton Elementary School in Princeton, mit Schulklassen von Pre-Kindergarten bis zum 8. Schuljahr
- East Range II CSD School in Topsfield, mit Schulklassen von Pre-Kindergarten bis zum 8. Schuljahr
- Mt. Jefferson Jr. High School in Lee, mit Schulklassen vom 5. bis zum 8. Schuljahr
- Woodland Jr - Sr High School in Baileyville, mit Schulklassen vom 8. bis zum 12. Schuljahr

Zudem die private High School Lee Academy, die 1845 gegründet wurde und auch einen Internatsteil besitzt.